# Kiew-Passage
Die Kiew-Passage (ukrainisch Пасаж Київ/Passasch Kyjiw; russisch Пассаж Киев/Passasch Kijew) ist ein Gebäudekomplex in der ukrainischen Hauptstadt Kiew.
Die Passage bildet einen kleinen, schmalen Straßenzug zwischen dem Chreschtschatyk Nr. 15 und der Wulyzja Sankowezkoji und ist einer der gemütlichsten und romantischsten Orte im Zentrum Kiews.

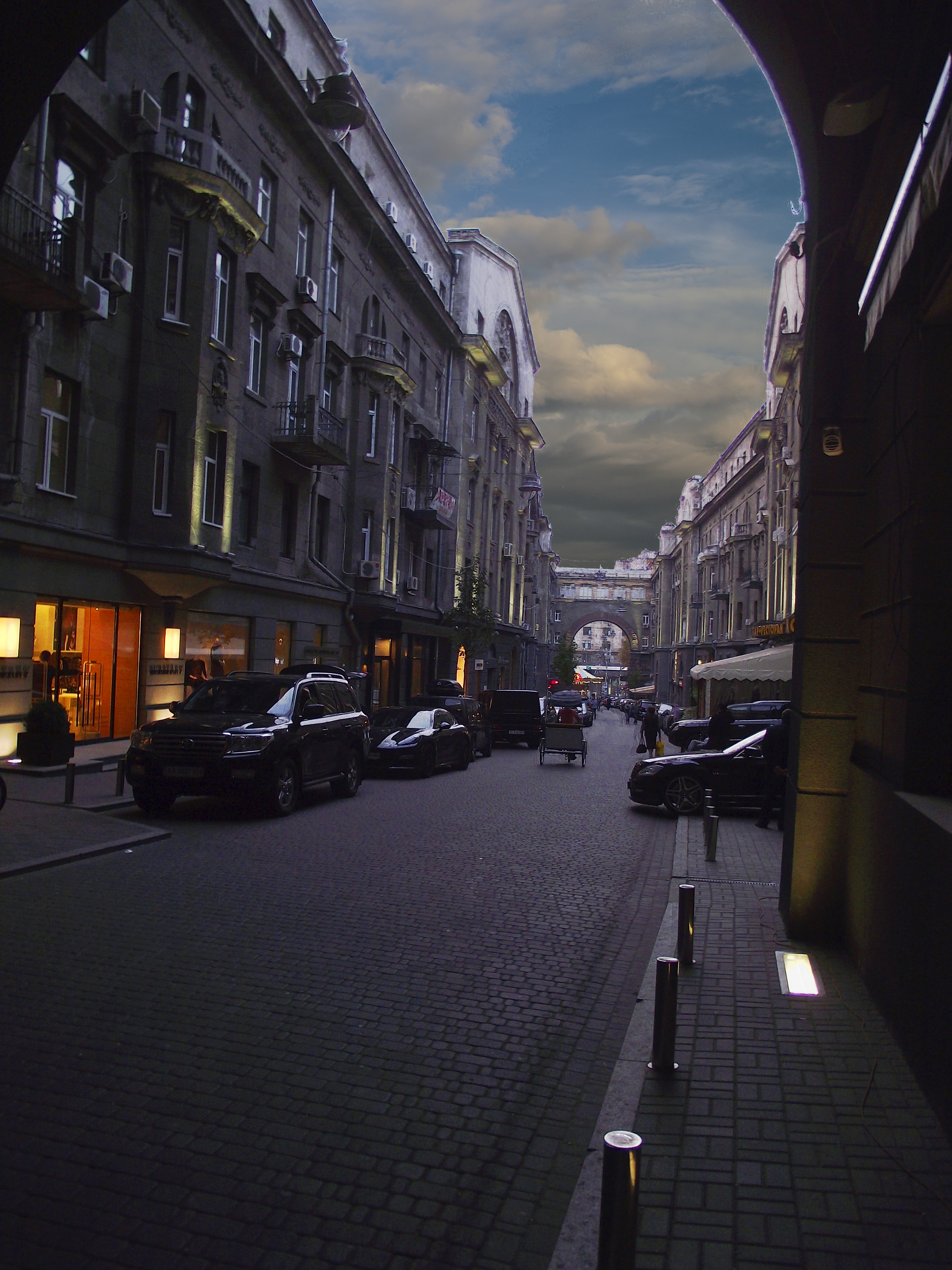
Blick in die Straße

Die in den Jahren 1913/1914 im Jugendstil mit Elementen des Neoklassizismus erbaute Passage wurde zu einem Zentrum des kulturellen Lebens. Sie hat viele Cafés, Restaurants sowie eine Ansammlung von hochpreisigen Boutiquen und Geschäfte im Erdgeschoss der Gebäude. In den oberen Etagen befinden sich Appartements und Wohnungen.
Nahe dem Eingang der Passage ist die Avenue der Stars, auf dem auf 17 Sternen berühmte Ukrainer aus Kultur und Sport verewigt sind.

## Geschichte
An der Wende vom 19. zum 20. Jahrhundert lag auf dem Gelände ein 1 Hektar großer Gutshof der von der Versicherungsgesellschaft „Russland“ für 1,5 Millionen Rubel erworben wurde, um hier ein großes Einkaufszenter mit Geschäften und Büros im Erdgeschoss und Apartments in den oberen Etagen zu bauen. Mit der Umsetzung des Projektes wurde der Architekt Pawel Andrejew (russisch: Павел Сергеевич Андреев) beauftragt. Der Baubeginn war im Jahr 1913 an der Wulyzja Sankowezkoji. Von dort arbeitete man sich in Richtung Chreschtschatyk. Nach einem Jahr waren etwa zwei Drittel des geplanten Gebäudekomplexen fertiggestellt, doch bedingt durch den Ersten Weltkrieg, die Oktoberrevolution und den folgenden Wirren wurden die Arbeiten eingestellt und die Straße blieb unvollendet. Zu Beginn des Großen Vaterländischen Krieges wurde im Herbst 1941 ein Großteil der Passage zerstört. Nach dem Krieg wurde beschlossen die Gebäude zu rekonstruieren, und so wurden zwischen 1948 und 1950 die Fassaden restauriert und am Beginn der Passage ein 6-geschossiges Gebäude mit einem großen Torbogen erbaut. 2004 plante die Kiewer Stadtverwaltung die erneute Restaurierung der Passage, wo gegen sich die Anwohner wehrten, da sie befürchteten, dass unter dem Deckmantel der Fassadenrenovierung die Passage aufgestockt werden würde.